# Charles B. Pierce
Charles Bryant Pierce (* 16. Juni 1938 in Hammond, Lake County, Indiana; † 5. März 2010 in Dover, Stewart County, Tennessee) war ein US-amerikanischer Filmregisseur und Filmproduzent sowie Drehbuchautor und Filmschauspieler. Er verwirklichte fast ausschließlich Filme, die sich dem Genre der Independent-Filme zuordnen lassen. Sein Hauptschaffungszeitraum lag in den 1970er Jahren.

## Leben
Pierce wurde am 16. Juni 1938 in Hammond als einer von drei Söhnen von Mack McKenny Pierce und Mayven Bryant Pierce geboren. Er war wenige Monate alt, als seine Familie nach Hampton im US-Bundesstaat Arkansas umzog. Dort war er ein Jugendfreund und Nachbar des zukünftigen Film- und Fernsehregisseurs Harry Thomason. Gemeinsam sammelten sie erste Erfahrungen als Hobbyfilmschaffende, während sie mit einer alten 8-mm-Film-Kamera Aufnahmen aufzeichneten. Er war 17 Jahre mit Florene Lyons Pierce verheiratet. Aus der Ehe stammen drei Kinder, darunter Chuck Pierce Jr., der erst als Kinderdarsteller in Filmen seines Vaters mitwirkte. Später war er mit Cindy Butler verheiratet, die in den Filmen Der Umleger, Grauadler und Boggy Creek II: And the Legend Continues mitspielte. 1988 heiratete er Beth Pulley.
Pierce verstarb am 5. März 2010 in Dover im Alter von 71 Jahren. In vielen Nachrufen wurde er als erster Independent-Filmschaffende betitelt.

## Karriere
Sein erster beruflicher Ausflug in die Medienunterhaltung war Mitte der 1960er Jahre als Art Director bei KTAL-TV in Shreveport, Louisiana. Später wurde er Meteorologe und moderierte eine Zeichentrickserie für Kinder für diesen Kanal. Pierce arbeitete weiterhin in Produktionsjobs bei Fernsehsendern in Arkansas, Louisiana und Texas, ehe er 1969 nach Texarkana zog. Dort erwarb er eine 16-mm-Film-Kamera und rief eine Werbeagentur ins Leben. Er schloss einen Vertrag mit Ledwell & Son Enterprises, einer in Texarkana ansässigen Firma, die 18-Rad-Anhänger und landwirtschaftliche Geräte herstellte. Pierce entwickelte Werbespots für das Unternehmen, die im gesamten Südwesten der Vereinigten Staaten liefen, wobei er hauptsächlich Aufnahmen von Lastwagen auf der Autobahn und von landwirtschaftlichen Geräten verwendete. Er sagte, der Ruf, den er sich mit diesen Werbespots erarbeitet habe, habe ihm später geholfen, seine Filmkarriere zu starten. Während dieser Zeit mimte Pierce eine Figur namens Mayor Chuckles in The Laffalot Club, einer lokalen Kinderfernsehshow in Arkansas. Er startete in den frühen 1970er Jahren seine unabhängige Filmkarriere, als er sich um Fördermittel von L.W. Ledwell, Eigentümer von Ledwell & Son Enterprises, bemühte. Obwohl dieser Zweifel betreffend Pierces Ideen hatte, bewilligte er schließlich einen Zuschuss von 100.000 US-Dollar des 160.000-Dollar-Budgets für Pierces ersten Film.
Während seiner Arbeit als Dekorateur betreffend Filmproduktion, durfte er weitere Erfahrungen aus dem Bereich des Filmschaffenden sammeln. 1972 erschien The Legend of Boggy Creek, in dem sein Sohn Chuck Pierce eine der Hauptrollen übernahm. Für den Film zeichnete er sich für die Regie und die Produktion zuständig. Für den 1975 erschienenen Film Winterhawk konnte er die namhaften Schauspieler Leif Erickson und Woody Strode für die Hauptrollen gewinnen. Mit Herbststürme und Grauadler erschuf er Mitte der 1970er Jahre zwei weitere Western. Mit dem 1976 erschienenen Film  Der Umleger verließ er das Westerngenre und schuf einen Thriller. 1978 mit Die Nordmänner versuchte er einen Ausflug in das Monumentalfilmgenre. Dieses Unterfangen scheiterte und der Film erhielt tendenziell schlechte Bewertungen. So wurde er in Deutschland am 14. Oktober 2022 im Format Die schlechtesten Filme aller Zeiten auf Tele 5 mit Oliver Kalkofe und Peter Rütten ausgestrahlt. Selbst Hauptdarsteller Lee Majors bemängelte den Film in vieler Hinsicht.
Mit Beginn der 1980er Jahre gingen seine Tätigkeiten in der Filmindustrie merklich zurück. 1983 schrieb er die Story für den Film Dirty Harry kommt zurück mit Clint Eastwood in der Hauptrolle. Eine kleine Filmrolle übernahm er 1986 in Aurora – Der Besucher aus dem All. Er konnte für den 1988 erschienenen Film Die Rache des Trappers Peter Fonda für die Hauptrolle gewinnen. 1997 fungierte er als Regisseur für Renfroe's Christmas und im Folgejahr für Chasing the Wind in derselben Funktion. Sein letztes Filmengagement hatte er Postum 2014 als Schauspieler in Warte, bis es dunkel wird.

## Filmografie
R: Regie; P: Produktion; B: Drehbuch; D: Darsteller
- 1972: The Legend of Boggy Creek (R, P)
- 1974: Black Deals (R, P, B, S)
- 1975: Winterhawk (R, P, B)
- 1976: Herbststürme (The Winds of Autumn) (R, P, B, D)
- 1976: Der Umleger (The Town That Dreaded Sundown) (R, P, D)
- 1977: Grauadler (Grayeagle) (R, P, B)
- 1978: Die Nordmänner (The Norseman) (R, P, B)
- 1979: Leadsville Nights (The Evictors) (R, P, B)
- 1983: Am heiligen Grund (Sacred Ground) (R, B)
- 1983: Dirty Harry kommt zurück (Sudden Impact) (B)
- 1985: Boggy Creek II: And the Legend Continues (R, P, B, D)
- 1986: Aurora – Der Besucher aus dem All (The Aurora Encounter) (D)
- 1988: Die Rache des Trappers (Hawken's Breed) (R, P, B, D)
- 1997: Renfroe's Christmas (R, D)
- 1998: Chasing the Wind (R)
- 2014: Warte, bis es dunkel wird (The Town That Dreaded Sundown) (D)